# Mateusz Gamrot
Mateusz Gamrot (Bielsko-Biała, Polonia, 11 de diciembre de 1990) es un artista marcial mixto polaco que compite en la división de peso ligero de Ultimate Fighting Championship, se encuentra en la posición #7 de la división de peso ligero.

## Primeros años
En edad escolar, se trasladó a un internado en Milicz para entrenar allí en estilo libre. Mientras estudiaba en una escuela técnica, perteneció al equipo nacional, ganó medallas en los campeonatos polacos junior y juvenil. Con 20 años se trasladó definitivamente a Poznan. Allí entrena y tiene una familia y dos hijos.
En 2002, comenzó su aventura con las artes marciales, empezando por la lucha libre. Durante este periodo, consiguió muchos éxitos en Polonia y a nivel internacional. Realizó más de 300 duelos en el tatami, luchando, entre otros, en los Campeonatos de Europa y del Mundo. Desde 2011, entreno artes marciales mixtas (grappling, muay thai, jiu-jitsu brasileño, lucha, boxeo). Adquirió su experiencia de entrenamiento bajo la supervisión de un excelente entrenador, Andrzej Kościelski, campeón del mundo de lucha.
En 2012 ganó una medalla de oro en los Campeonatos Europeos de MMA Amateur (Bruselas) y un año después volvió a defender el título de campeón ganando el oro en la categoría de 70 kg (Budapest).
Dos veces consecutivas (2013, 2014) ganó la medalla de oro en los Campeonatos de Polonia de Jiu-Jitsu Brasileño en la categoría de rayas moradas (Luboń). En 2014 ganó el Campeonato de Europa ADCC en la categoría de hasta 77 kg.

## Carrera de artes marciales mixtas

### Konfrontacja Sztuk Walki
Debutó en las MMA profesionales el 4 de febrero de 2012 en XFS Night of Champions, derrotando al checheno Arbi Shamayev. A finales de año había ganado dos peleas más para la federación y luego firmó con KSW. El 8 de junio de 2013 tuvo su primera pelea en KSW, venciendo a Mateusz Zawadzki vía TKO en KSW 23: Khalidov vs. Manhoef. El 28 de septiembre en KSW 24 derrotó por puntos al exluchador de UFC Andre Winner. En KSW 27, derrotó a Jefferson George por puntos.
El 13 de septiembre de 2014 luchó para la organización británica Cage Warriors, derrotando al galés Tim Newman en el primer asalto en CW 72. Regresó el 6 de diciembre de 2014 para derrotar a Łukasz Chlewicki en KSW 29 por decisión unánime. En KSW 30, el 21 de febrero de 2015, derrotó al brasileño Rodrigo Cavalheiro Correia por TKO 6 segundos antes de la campana final.
En KSW 32: Road to Wembley, Mateusz derrotó a Marif Piraev por TKO en el segundo asalto, consiguiendo su décima victoria consecutiva para comenzar su carrera.
El 27 de mayo de 2016, en KSW 35, luchó por el cinturón del campeonato de peso ligero de KSW contra el ex campeón británico de BAMMA y ruso de M-1 Global, el francés Mansour Barnaoui, que ganó tras un combate de tres asaltos.
En KSW 36: Materla vs. Palhares, el 1 de octubre de 2016, defendió su título derrotando a a Renato Gomes Gabriel por sumisión en el segundo asalto.
Se enfrentó al exluchador de la UFC Norman Parke en KSW 39: Colosseum el 27 de mayo de 2017. Ganó el combate y retuvo el título por decisión unánime.
Se enfrentó a Norman Parke en KSW 40: Dublín el 22 de octubre de 2017. Después de que el combate se detuviera debido a los golpes en los ojos que dejaron a Parke sin poder continuar, Parke empujó al esquinero de Gamrot, Borys Mankowski, lo que provocó que Marcin Bilman, otro luchador profesional que estaba en la esquina del campeón, respondiera dando un puñetazo a Parke. Gamrot fue multado con el 30% de su bolsa y Bilman ha sido sancionado con dos años de suspensión de los eventos de la KSW.
El 3 de marzo de 2018 en KSW 42: Khalidov vs. Narkun, derrotó a Grzegorz Szulakowski por sumisión en el cuarto asalto, defendiendo el Campeonato de Peso Ligero de KSW.
El 1 de diciembre de 2018 en KSW 46: Narkun vs. Khalidov 2, luchó por un segundo cinturón, esta vez por el Campeonato de Peso Pluma de KSW, contra el especialista en sumisión Kleber Koike Erbst, donde ganó el combate tras un dominio de cinco asaltos, capturando la segunda corona de la organización.
El 17 de mayo de 2019, en un vídeo en el canal de YouTube de Borys Mankowski, anunció que había dejado vacantes sus dos cinturones y que no renovaba su contrato con la federación KSW.
El 6 de marzo de 2020, la federación KSW anunció su regreso a la organización. El doble campeón de la KSW tenía previsto regresar en la KSW 53 en Lodz, Polonia, contra el brasileño Edimilson Souza, pero debido a la pandemia de coronavirus el evento fue cancelado. El 11 de julio disputó su tercer combate en KSW 53: Reborn contra Norman Parke, que no se presentó al peso y fue multado. Parke no alcanzó el peso para el combate y recibió una multa, que fue a parar a Gamrot. Ganó el combate por TKO en el tercer asalto.
El 29 de agosto de 2020 disputó su último combate bajo contrato de la KSW contra Marian Ziolkowski en KSW 54: Gamrot vs. Ziółkowski, que sustituyó al lesionado Shamil Musayev. Ganó el combate por decisión unánime.

### Ultimate Fighting Championship

#### 2020
El 17 de septiembre de 2020 se anunció que firmó con Ultimate Fighting Championship.
Se esperaba que se enfrentara a Magomed Mustafaev el 18 de octubre de 2020 UFC Fight Night: Ortega vs. The Korean Zombie. Sin embargo, Mustafaev se retiró a principios de octubre por motivos no revelados. se enfrentó en su lugar a Guram Kutateladze. Perdió el combate por decisión dividida. Este combate le valió el premio a la Pelea de la Noche.

#### 2021
Se enfrentó a Scott Holtzman el 10 de abril de 2021 en UFC on ABC: Vettori vs. Holland. Ganó el combate por KO en el segundo asalto. Esta victoria le valió el premio a la Actuación de la Noche.
Se enfrentó a Jeremy Stephens el 17 de julio de 2021 en UFC on ESPN: Makhachev vs. Moisés. Ganó el combate por sumisión en el primer asalto. Esta victoria le valió el premio a la Actuación de la Noche.
Se enfrentó a Carlos Diego Ferreira el 18 de diciembre de 2021 en UFC Fight Night: Lewis vs. Daukaus. Ganó el combate por TKO en el segundo asalto.

#### 2022
Se enfrentó a Arman Tsarukyan el 25 de junio de 2022 en UFC on ESPN: Tsarukyan vs. Gamrot. Ganó el combate por decisión unánime. Este combate le valió el premio a la Pelea de la Noche.
Se enfrentó a Beneil Dariush el 22 de octubre de 2022 en UFC 280. Perdió el combate por decisión unánime.

#### 2023
Gamrot, reemplazando a Dan Hooker, enfrentó a Jalin Turner el 4 de marzo de 2023, en UFC 285. Ganó la pelea por decisión dividida.
Gamrot enfrentó a Rafael Fiziev el 23 de septiembre de 2023, en UFC Fight Night 228 Ganó la pelea por TKO debido a una lesión de rodilla en el segundo asalto.

#### 2024
Gamrot se enfrentó a Rafael dos Anjos el 9 de marzo de 2024, en UFC 299. Ganó la pelea por decisión unánime. 

## Campeonatos y logros

### Artes marciales mixtas
- Ultimate Fighting Championship
  - Actuación de la Noche (dos veces) vs. Scott Holtzman y Jeremy Stephens[32][36]
  - Pelea de la Noche (dos veces) vs. Guram Kutateladze y Arman Tsarukyan[29][41]
  - Sumisión por kimura más rápida de la historia de la UFC (65 segundos) contra Jeremy Stephens[34]

- Konfrontacja Sztuk Walki
  - Campeonato de Peso Ligero de KSW
    - Cuatro defensas exitosas del título

  - Campeonato de Peso Pluma de KSW

### Artes marciales mixtas amateur
- 2011: Campeonato Abierto de Polonia de MMA - 1.º puesto en la categoría de -73 kg (Teresin)
- 2012: Campeonato Europeo de MMA (FILA) - 1.º puesto en la categoría de -71 kg (Bruselas)
- 2013: Campeonatos Europeo de MMA (FILA) - 1.º puesto en la categoría de -70 kg (Budapest)

### Lucha libre
- 2008: II Copa Polaca de Mayores - 3.º puesto en la categoría de 66 kg, competición libre (Brzeg Dolny)
- 2009: Campeonato Internacional Junior de Polonia - 2.º puesto en la categoría de 66 kg, competición libre (Kraśnik)
- 2009: Campeonato de Polonia Junior - 3.º puesto en la categoría de 66 kg, competición libre (Krotoszyn)
- 2010: Campeonato Polaco Juvenil - 1.º puesto, competición libre
- 2010: Campeonatos Juveniles de Polonia - 2.º puesto en la categoría de 74 kg, competición libre (Brzeźnica)

### Grappling
- 2012: 2.º Campeonato de Polonia de No-Gi - 1.º puesto en la categoría de 74 kg, cinturones azules (Luboń)
- 2013: Campeonato Europeo de Grappling FILA - 1.º lugar no-gi
- 2013: Campeonato de Polonia de Grappling - 1.º puesto en la categoría de 77 kg (Poznań)
- 2013: Tercer Campeonato Polaco de No-Gi - 1.º puesto en la categoría de rayas moradas (Luboń)
- 2014: 4.º Campeonato Polaco No-Gi - 1.º puesto en la categoría de rayas moradas (Luboń).
- 2014: Campeonato Europeo ADCC - 1.º puesto en la categoría de 77 kg (Sofía)
- 2015: Campeonato NAGA de Gran Bretaña - 1.º puesto en la categoría de 79.5 kg y 1.º puesto en las piernas de 79.5 kg (Londres)[50]
- 2015: Campeonato Europeo de ADCC - 3.º puesto en la categoría de 76,9 kg (Turku)[51]
- 2016: VI Campeonato de Polonia de No-Gi - 1.º puesto en la categoría de 79.5 kg, rayas moradas (Luboń).[52]
- 2016: XII Campeonato ADCC de Polonia - 1.º puesto en la categoría de 76.9 kg[53]
- 2018: Campeonato Europeo de ADCC - 2.º puesto en la categoría de 77 kg[54]
- 2019: Campeonato de Europa ADCC - 1.º puesto en la categoría de 77 kg (Sofía)[55]

## Récord en artes marciales mixtas
| Resultado     | Récord   | Oponente                   | Método                                     | Evento                                        | Fecha                    | Ronda | Tiempo | Localización      | Notas |
| ------------- | -------- | -------------------------- | ------------------------------------------ | --------------------------------------------- | ------------------------ | ----- | ------ | ----------------- | --- |
| Victoria      | 25-3 (1) | Ľudovít Klein              | Decisión (unánime)                         | UFC on ESPN: Blanchfield vs. Barber           | 31 de mayo de 2025       | 3     | 5:00   | Las Vegas, Nevada | |
| Derrota       | 24-3 (1) | Dan Hooker                 | Decisión (dividida)                        | UFC 305                                       | 17 de agosto de 2024     | 3     | 5:00   | Perth, Australia  | Pelea de la noche |
| Victoria      | 24-2 (1) | Rafael dos Anjos           | Decisión (unánime)                         | UFC 299                                       | 9 de marzo de 2024       | 3     | 5:00   | Miami, Florida    | |
| Victoria      | 23-2 (1) | Rafael Fiziev              | TKO (lesión en la rodilla)                 | UFC Fight Night: Fiziev vs. Gamrot            | 23 de septiembre de 2023 | 2     | 2:03   | Las Vegas, Nevada | |
| Victoria      | 22-2 (1) | Jalin Turner               | Decisión (dividida)                        | UFC 285                                       | 4 de marzo de 2023       | 3     | 5:00   | Las Vegas, Nevada | |
| Derrota       | 21-2 (1) | Beneil Dariush             | Decisión (unánime)                         | UFC 280                                       | 22 de octubre de 2022    | 3     | 5:00   | Abu Dhabi         | |
| Victoria      | 21-1 (1) | Arman Tsarukyan            | Decisión (unánime)                         | UFC on ESPN: Tsarukyan vs. Gamrot             | 25 de junio de 2022      | 5     | 5:00   | Las Vegas, Nevada | Pelea de la Noche. |
| Victoria      | 20-1 (1) | Carlos Diego Ferreira      | TKO (sumisión a la rodilla al cuerpo)      | UFC Fight Night: Lewis vs. Daukaus            | 18 de diciembre de 2021  | 2     | 3:26   | Las Vegas, Nevada | |
| Victoria      | 19-1 (1) | Jeremy Stephens            | Sumisión (kimura)                          | UFC on ESPN: Makhachev vs. Moisés             | 17 de julio de 2021      | 1     | 1:05   | Las Vegas, Nevada | Actuación de la Noche. |
| Victoria      | 18-1 (1) | Scott Holtzman             | KO (puñetazos)                             | UFC on ABC: Vettori vs. Holland               | 10 de abril de 2021      | 2     | 1:22   | Las Vegas, Nevada | Actuación de la Noche. |
| Derrota       | 17-1 (1) | Guram Kutateladze          | Decisión (dividida)                        | UFC Fight Night: Ortega vs. The Korean Zombie | 18 de octubre de 2020    | 3     | 5:00   | Abu Dhabi         | Pelea de la Noche. |
| Victoria      | 17-0 (1) | Marian Ziółkowski          | Decisión (unánime)                         | KSW 54: Gamrot vs. Ziółkowski                 | 29 de agosto de 2020     | 5     | 5:00   | Varsovia          | Defendió el Campeonato de Peso Ligero de la KSW.                                                                            |
| Victoria      | 16-0 (1) | Norman Parke               | TKO (parada médica)                        | KSW 53: Reborn                                | 11 de julio de 2020      | 3     | 3:02   | Varsovia          | Originalmente para el Campeonato de Peso Ligero de la KSW; Parke faltó al peso.                                             |
| Victoria      | 15-0 (1) | Kleber Koike Erbst         | Decisión (unánime)                         | KSW 46: Narkun vs. Khalidov 2                 | 1 de diciembre de 2018   | 5     | 5:00   | Lodz              | Ganó el vacante Campeonato de Peso Pluma de la KSW.                                                                         |
| Victoria      | 14-0 (1) | Grzegorz Szulakowski       | Sumisión (bloqueo de llave)                | KSW 42: Khalidov vs. Narkun                   | 3 de marzo de 2018       | 4     | 4:15   | Lodz              | Defendió el Campeonato de Peso Ligero de la KSW.                                                                            |
| Sin resultado | 13-0 (1) | Norman Parke               | Sin resultado (golpe de ojo accidental)    | KSW 40: Dublin                                | 22 de octubre de 2017    | 2     | 4:39   | Dublín            | Parke no alcanzó el peso (156.1 libras). Como resultado, no fue elegible para ganar el Campeonato de Peso Ligero de la KSW. |
| Victoria      | 13-0     | Norman Parke               | Decisión (unánime)                         | KSW 39: Colosseum                             | 27 de mayo de 2017       | 3     | 5:00   | Varsovia          | Defendió el Campeonato de Peso Ligero de la KSW.                                                                            |
| Victoria      | 12-0     | Renato Gomes Gabriel       | Sumisión (gancho de talón)                 | KSW 36: Materla vs. Palhares                  | 1 de octubre de 2016     | 2     | 3:46   | Zielona Góra      | Defendió el Campeonato de Peso Ligero de la KSW.                                                                            |
| Victoria      | 11-0     | Mansour Barnaoui           | Decisión (unánime)                         | KSW 35: Khalidov vs. Karaoglu                 | 27 de mayo de 2016       | 3     | 5:00   | Gdansk/Sopot      | Ganó el vacante Campeonato de Peso Ligero de la KSW.                                                                        |
| Victoria      | 10-0     | Marif Piraev               | TKO (puñetazos)                            | KSW 32: Road to Wembley                       | 31 de octubre de 2015    | 2     | 3:21   | Londres           | |
| Victoria      | 9-0      | Rodrigo Cavalheiro Correia | TKO (puñetazos)                            | KSW 30: Genesis                               | 21 de febrero de 2015    | 5     | 5:00   | Las Vegas, Nevada | Nocaut de la noche. |
| Victoria      | 8-0      | Łukasz Chlewicki           | Decisión (unánime)                         | KSW 29: Reload                                | 6 de diciembre de 2014   | 3     | 5:00   | Cracovia          | |
| Victoria      | 7-0      | Tim Newman                 | Sumisión (gancho de talón)                 | Cage Warriors 72                              | 13 de septiembre de 2014 | 1     | 1:37   | Newport           | |
| Victoria      | 6-0      | Jefferson George           | Decisión (unánime)                         | KSW 27: Cage Time                             | 17 de mayo de 2014       | 3     | 5:00   | Gdansk            | |
| Victoria      | 5-0      | Andre Winner               | Decisión (unánime)                         | KSW 24: Clash of the Giants                   | 28 de septiembre de 2013 | 3     | 5:00   | Lodz              | |
| Victoria      | 4-0      | Raphael Pessoa             | TKO (parada de esquina)                    | KSW 23: Khalidov vs. Manhoef                  | 8 de junio de 2013       | 2     | 5:00   | Gdansk            | |
| Victoria      | 3-0      | Tomáš Deák                 | Decisión (unánime)                         | Night of Champions 5                          | 20 de octubre de 2012    | 2     | 5:00   | Poznan            | |
| Victoria      | 2-0      | Tomasz Matuszewski         | Sumisión (estrangulamiento por guillotina) | Night of Champions 4                          | 21 de abril de 2012      | 1     | 1:11   | Poznan            | Ganó el torneo de peso ligero de NoC.                                                                                       |
| Victoria      | 1-0      | Arbi Shamaev               | TKO (parada médica)                        | Night of Champions 3                          | 4 de febrero de 2012     | 2     | 3:59   | Poznan            | |